# 노르베르트 폴러첸
노르베르트 폴러첸(독일어: Norbert Vollertsen, 1958년 2월 10일 - )은 독일 뒤셀도르프 출신의 독일인 의사로서 북한에서 의료지원 봉사이후에 북한의 실상을 알고난 뒤, 주로 한국에서 북한인권운동가로 활동하고 있다.

## 같이 보기
- 인권운동
- 탈북자
- 조선민주주의인민공화국의 정치
- 조선민주주의인민공화국의 인권